# VL Turva

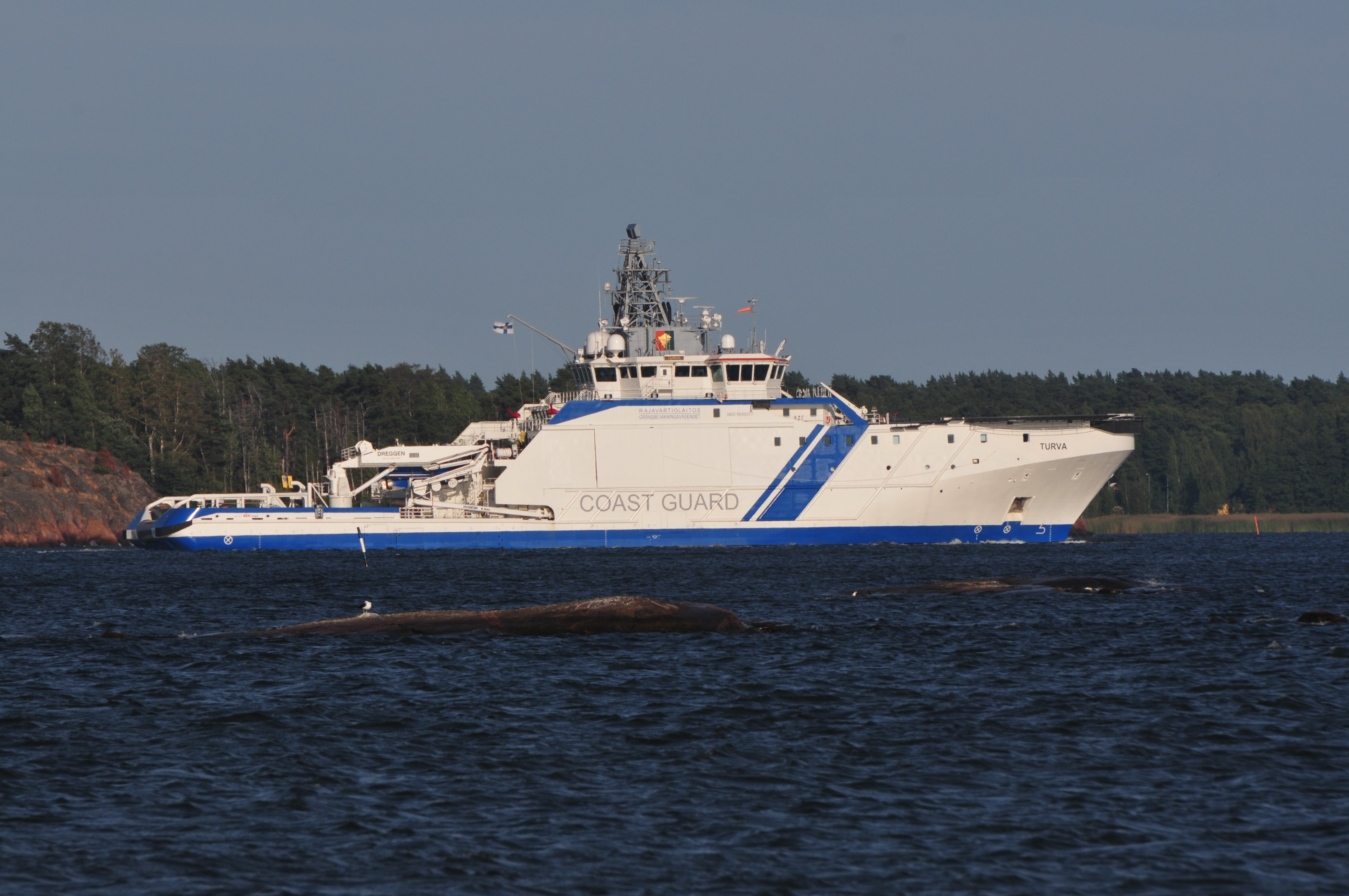
Styrbords sida

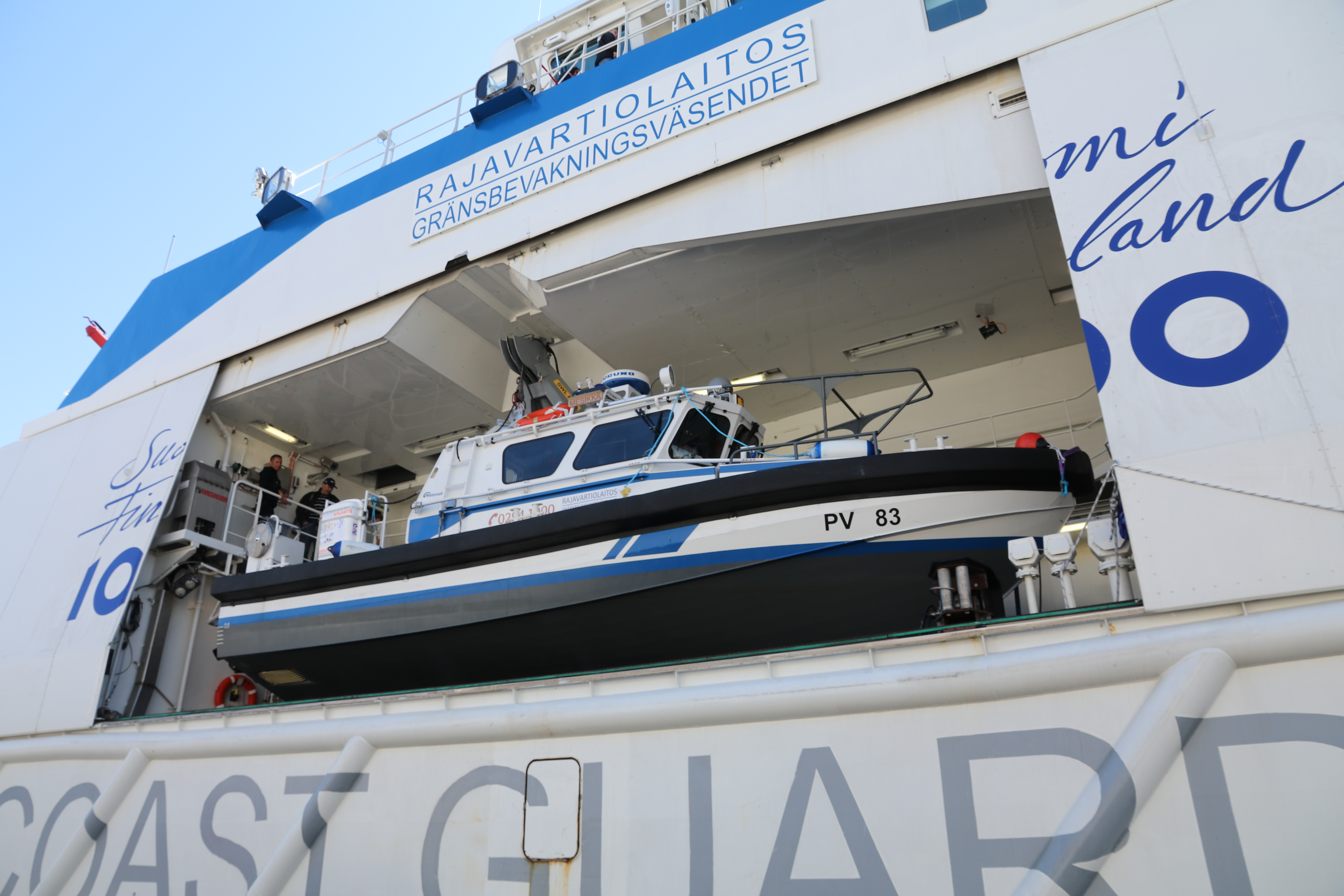
Turvas Watercat 1000 patrullbåt

VL Turva, Vartiolaiva Turva, (ungefär "Patrullbåt Skydd") är ett finländskt kombinationsfartyg i Gränsbevakningsväsendet.
Turva byggdes 2012–2014 på STX Finlands varv i Raumo för Gränsbevakningsväsendet. Hon är den finländska kustbevakningens största fartyg och det första som kan drivas med flytande naturgas (LNG). Namnet "Turva" har tidigare använts för ett övervakningsfartyg från 1977, som sålts 2007. 
Kontrakt med STX Finland slöts i december 2011. Den första stålskärningen skedde i oktober 2012 och sjösättningen i augusti 2013. Testseglingar påbörjades i februari 2014 och skeppet levererades till Gränsbevakningsväsendet i maj 2014. Hon ersatte tre något mindre fartyg, nämligen det 1999 byggda Telkkä, det 2002 byggda Tavi och det 2004 byggda Tiira. Dessa hade begränsad framkomlighet i is och begränsad oljebekämpningsförmåga. 
Fartyget är 95,9 meter långt och 17,4 meter brett. Detta gör henne till Gränsbevakningsväsendets historiskt största fartyg och också det längsta som byggts för Finlands marin. Fullastad har hon ett djupgående på fem meter. 
Turvas huvuduppgift är att vara havsövervakningsfartyg. Hon är med den svenska kustbevakningens terminologi ett kombinationsfartyg, med resurser också för olje- och kemikaliebekämpning, brandbekämpning och nödbogsering. Det medför ombord i täckta utrymmen två patrullbåtar av typ Watercat 1000 Patrol och ribbåt. Landningsplattformen för helikoptrar förut är tillräckligt stor för att ta emot och fylla på bränsle i en Eurocopter AS332 Super Puma, som är den största SAR-helikoptertypen inom Gränsbevakningsväsendet. Hon är också utrustad för räddningsarbete, brandbekämpning, nödbogsering och krävande miljöskyddsinsatser. Hon kan genomföra mekanisk upphämtning av spillolja och har spilloljetankar på 1 000 m³ och kan lagra 200 m³ upptagna kemikalier. Det öppna 350 m² stora akterdäcket täcks av det tropiska träslaget iroko.
Turva har tre Wärtsilä-motorer, en 12 cylindrig och två sexcylindriga, som kan ha både dieselolja och flytande naturgas som bränsle. Fartyget har en marschfart på 18 knop och har förmåga att bryta is med upp till 80 centimeters tjocklek. Hennes pollaredrag är omkring 100 ton. Hon är under normala förhållanden endast lätt beväpnad, men kan, i likhet med andra finländska högsjöpatrullfartyg, beväpnas med tyngre vapen.

## Haveri med patrullbåten 2020
Turvas täckta patrullbåt PV 83, en Marine Alutech Watercat 1000 med en besättning på tre personer gick på grund och sjönk i närheten av Lovisa den 20 juni 2020 varvid rorsman omkom.